# JAC 헤이유 A20
JAC 헤이유 A20(영어: JAC Heyue A20)은 JAC 자동차에서 2013년부터 생산 중인 4인승 세단이다.

## JAC iEV7
JAC 헤이유 A20의 전동화 모델이다. 원래 2014년 베이징 모터쇼에서 출시 당시 JAC iEV5라는 이름으로 출시될 예정이었던 이 전기 소형 세단은 이후 JAC iEV로 이름이 변경되어 2016년까지 판매되었다. 이 차량은 2017년부터 JAC iEV7이라는 이름으로 판매되었다. JAC iEV7이라는 이름은 생산 전에는 JAC 헤이유 A60의 전동화 모델에도 사용되었지만, iEV 이전에는 삭제되었다.

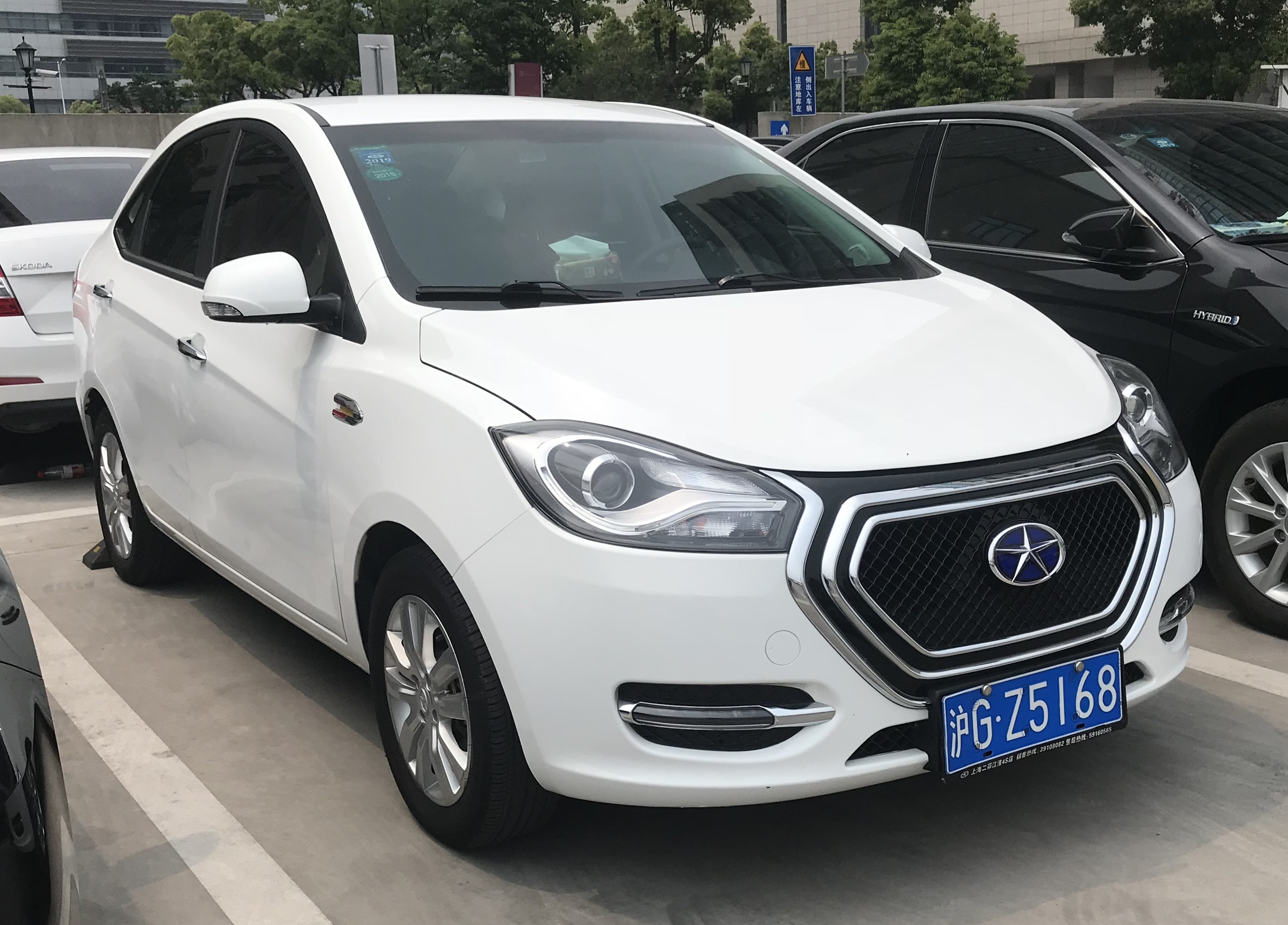
JAC iEV 세단
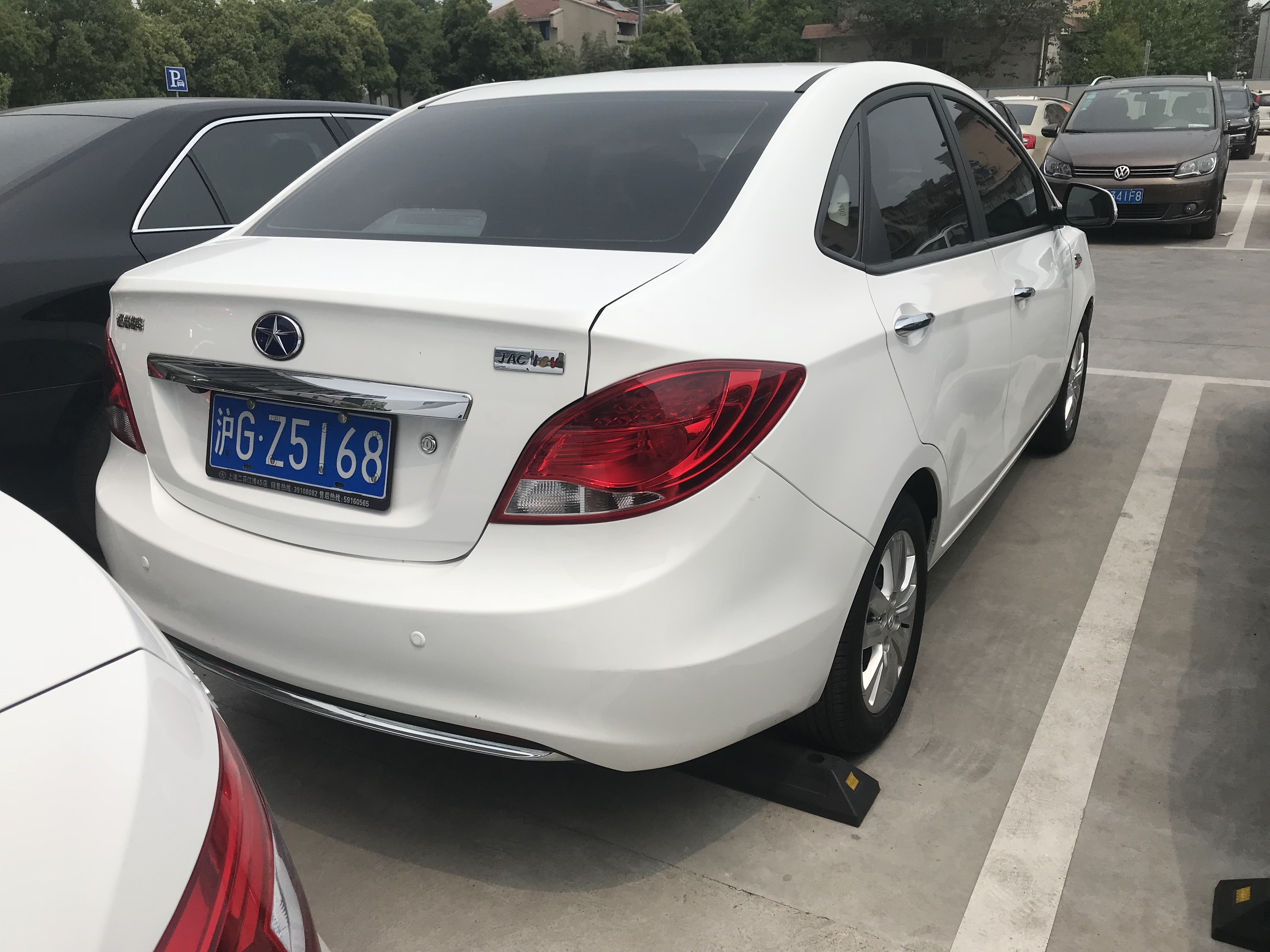
JAC iEV 세단
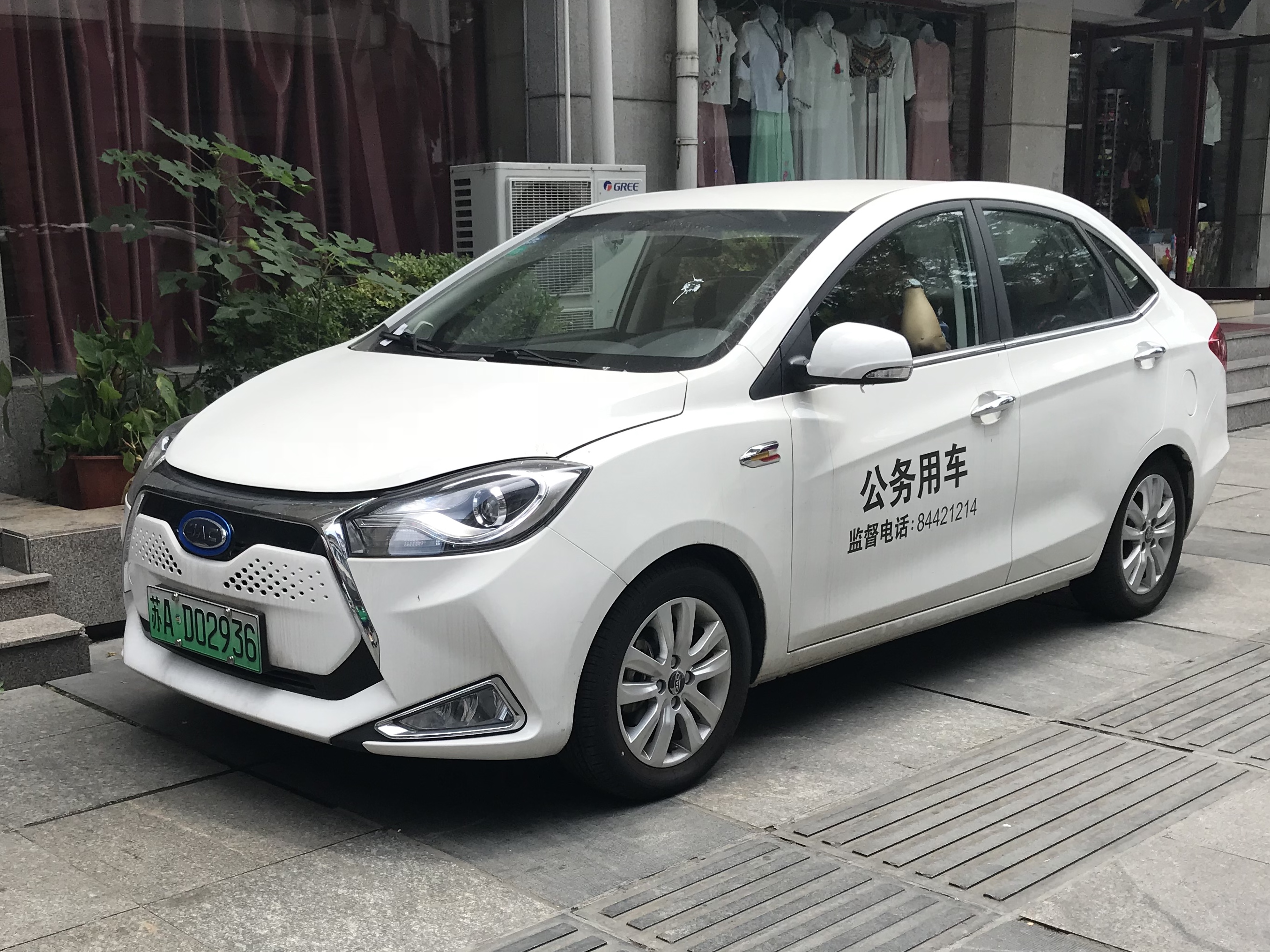
JAC iEV 페이스리프트 세단 (iEV7)
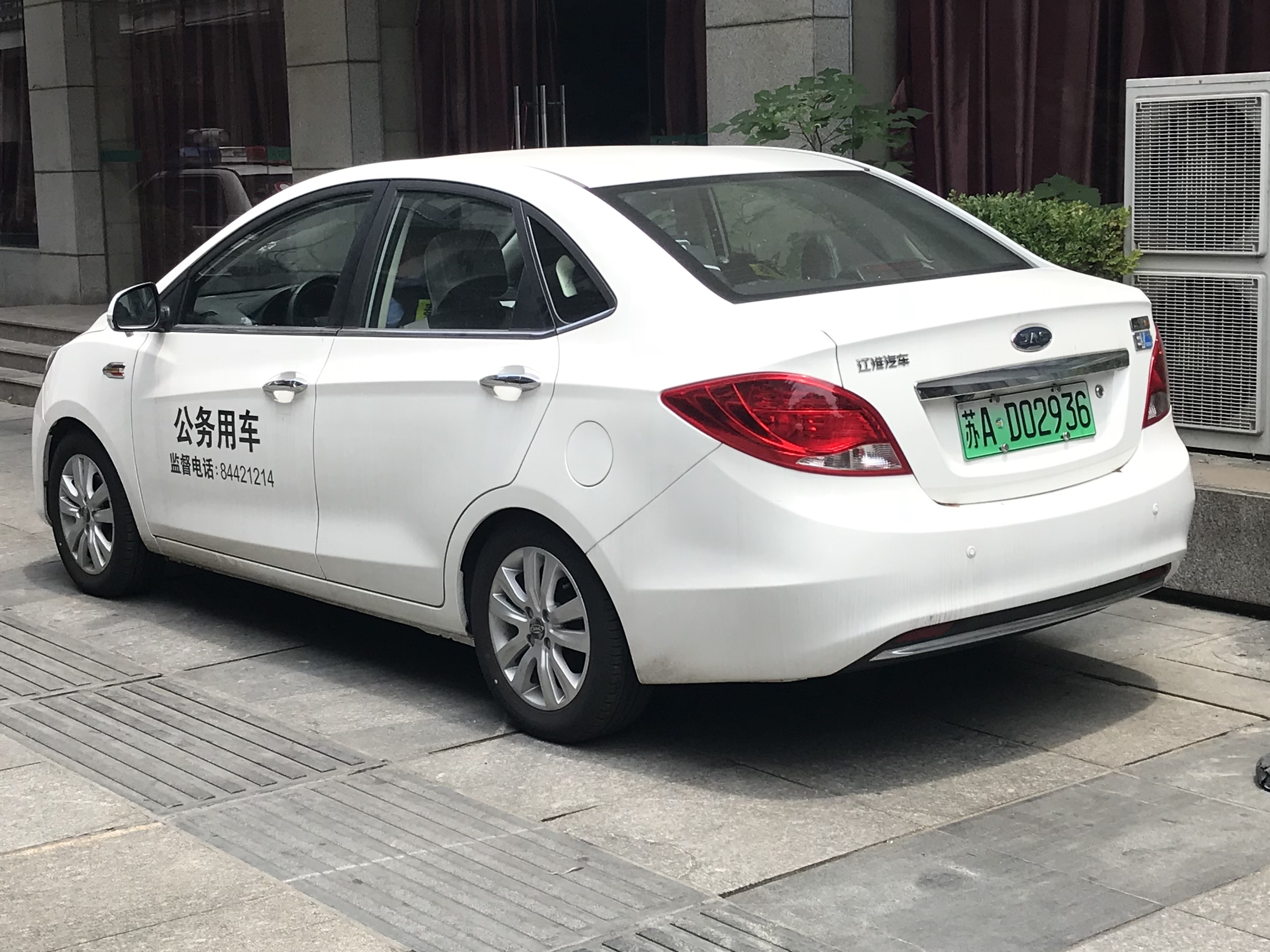
JAC iEV 페이스리프트 세단 (iEV7)